# Тимпал
Тимпа́л (рос. Тымпал) — присілок у складі Ярського району Удмуртії, Росія.

## Населення
Населення — 4 особи (2010, 21 у 2002).
Національний склад станом на 2002 рік:
- удмурти — 67 %
- росіяни — 33 %